# Кашенци
Кашенци е село в Северна България.
То се намира в община Трявна, област Габрово.

## География
Село Кашенци се намира в планински район на 5 км от гр. Трявна, посока Габрово.